# Philip Rushbrook

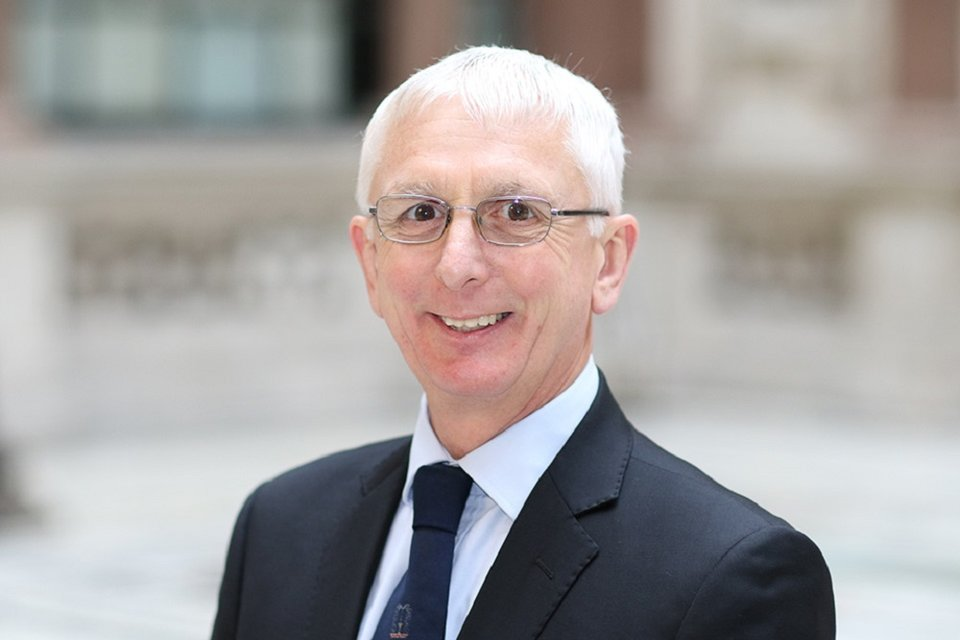
Philip Rushbrook (2019)

Philip Edward Rushbrook (* 1958) ist ein britischer Politiker.
Vom 11. Mai 2019 bis 19. Juni 2022 war er Gouverneur von St. Helena, Ascension und Tristan da Cunha und damit Vertreter des britischen Monarchen auf St. Helena, Ascension und Tristan da Cunha.
Rushbrook ist ein international anerkannter Experte für Abfallwirtschaft und war zuletzt für die britische Regierung auf den Turks- und Caicosinseln tätig.